# Horst Schlimper
Horst Schlimper (* 16. Oktober 1915 in Leipzig; † 2. Mai 1990 in Berlin) war ein deutscher Politiker (SED) und Sportfunktionär. Er war stellvertretender Minister für Verkehr der DDR sowie Präsident des Allgemeinen Deutschen Motorsport Verbandes (ADMV).

## Leben
Schlimper besuchte die Oberschule und schloss ein Ingenieursstudium ab. Er arbeitete anschließend als KfZ-Ingenieur und Handelsvertreter. Während des Zweiten Weltkrieges leistete er Kriegsdienst. 
1946 schloss sich Schlimper der SED an und leitete das Straßenverkehrsamt Jena. Anschließend war er Leiter der Hauptabteilung Verkehr in der Landesregierung Thüringen und 1950 bis 1961 Leiter der Hauptabteilung „Kraftverkehr“ im Ministerium für Verkehrswesen. Von 1961 bis 1980 war er stellvertretender Minister für Verkehr. 
Ab 1966 war er Vizepräsident und von 1978 bis 1990 Präsident des ADMV. Von 1978 bis 1990 gehörte er auch dem Bundesvorstand des Deutschen Turn- und Sportbundes als Mitglied an. Er lebte zuletzt als Rentner in Dahlwitz-Hoppegarten.

## Auszeichnungen
- Vaterländischer Verdienstorden in Bronze (1964), Silber (1975) und Gold (1980)
- Ehrenspange zum Vaterländischen Verdienstorden in Gold (1985)[3]